# Busch (Storkow (Mark))

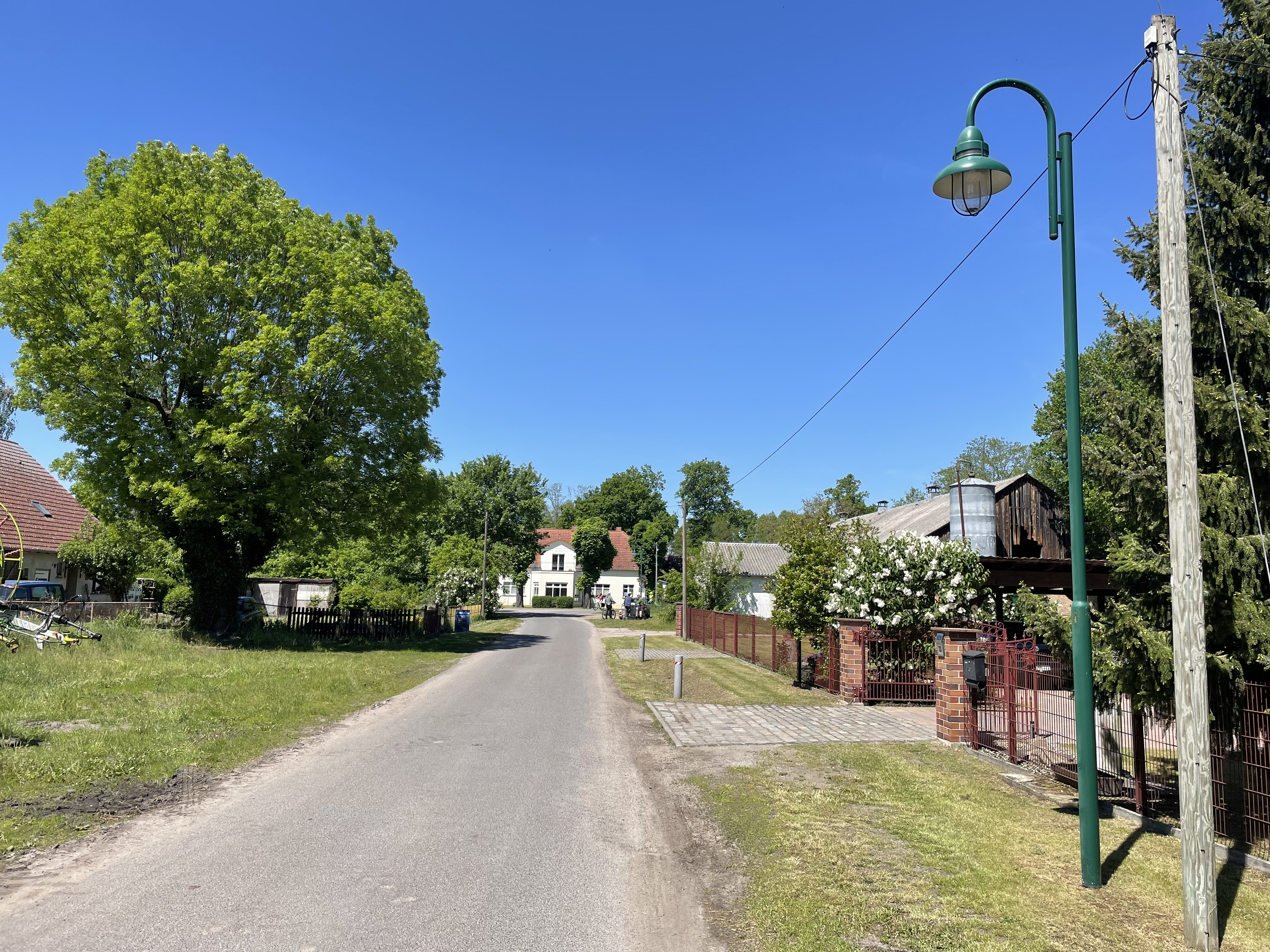
Ortsansicht

Busch ist ein Gemeindeteil von Görsdorf b. Storkow, einem Ortsteil der Stadt Storkow (Mark) im Landkreis Oder-Spree (Brandenburg). Vermutlich um 1735 wurde auf dem Gebiet des Amtes Blossin eine Teerschwelerei eingerichtet, die nur zehn Jahre später in eine Schäferei umgewandelt wurde. Bis 1858 war daraus ein Gutsbezirk gebildet worden, der 1928 in die Gemeinde Görsdorf b. Storkow eingegliedert wurde.

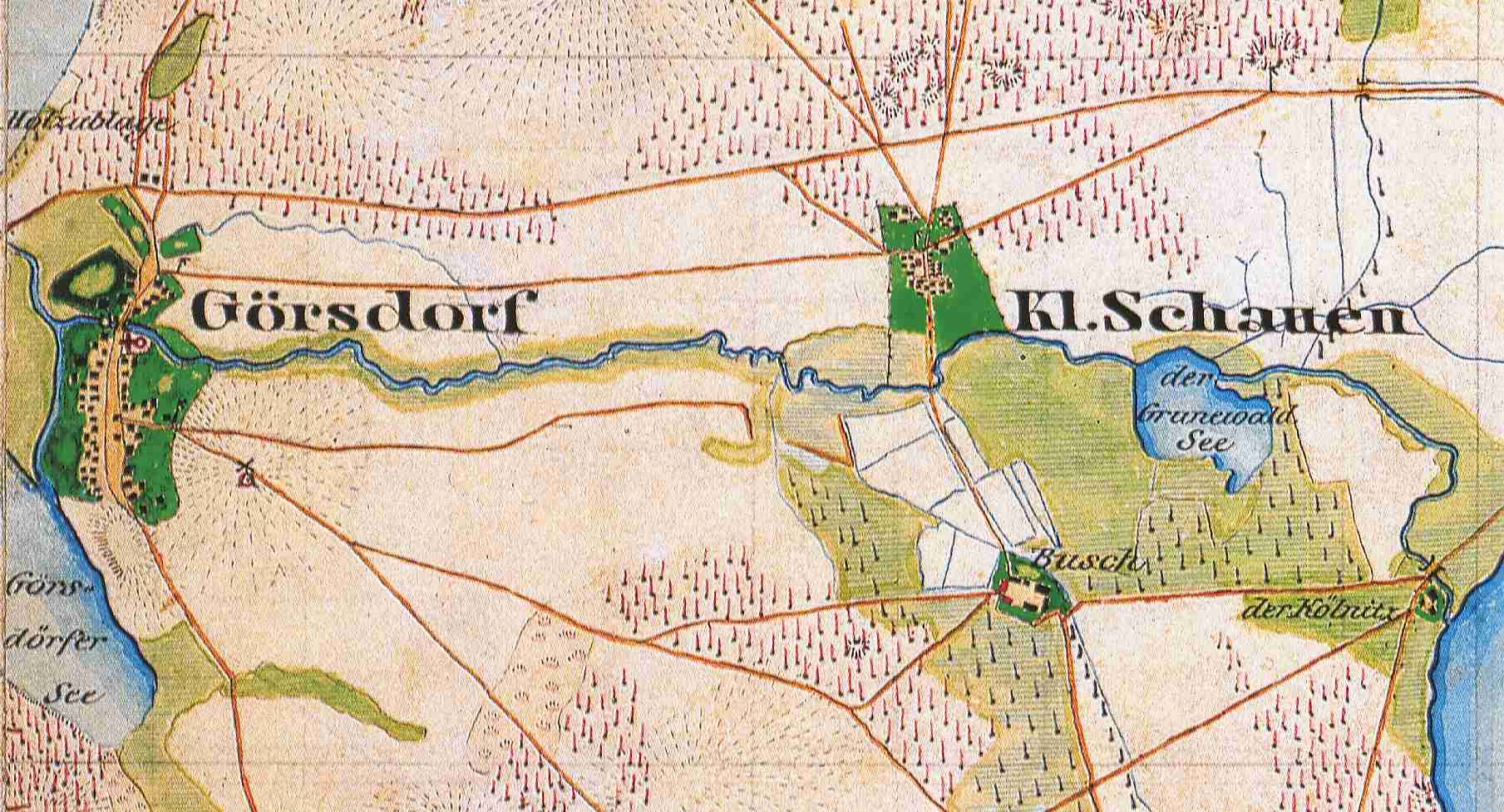
Görsdorf b. Storkow, Klein Schauen, Busch und Fischerhaus Köllnitz auf dem Urmesstischblatt 3749 Storkow (Mark)

## Lage
Busch liegt ungefähr 2,3 Kilometer ostsüdöstlich vom Ortskern von Görsdorf b. Storkow und etwa 900 südsüdöstlich von Klein Schauen. Der Siedlungskern liegt auf 38 m ü. NHN. Die Siedlung ist über den Buscher Weg von Görsdorf b. Storkow zu erreichen sowie von Klein Schauen bzw. von der B 246, von der eine kleine Straße nach Norden abzweigt.

## Geschichte
1735 wurde vom Amt Blossin im Pusche eine Teerschwelerei angelegt. Busch oder auch Pusch bedeutet Strauch, Gebüsch oder Wald, also ein von Wald/Gebüsch umgebener oder im Wald/Gebüsch liegender Ort. 1745 wurde vermutlich die Teerschwelerei aufgegeben und eine Schäferei eingerichtet. Allerdings ist es nicht ganz sicher, ob es sich tatsächlich um dieselbe Lokalität handelt. 1775 wohnten im Vorwerk der Meier und zwei Büdner (drei Feuerstellen). 1801 wohnten in der Amtsmeierei der Meier und ein Einlieger (zwei Feuerstellen). 1811 wurde das Vorwerk an Adolph Ferdinand Kiekebusch gegen ein jährliches Pachtgeld in Höhe von 475 Talern und ein einmaliges Einkaufsgeld von 2.600 Talern vererbpachtet. Die Größe der Buschmeierei wird mit 488 Morgen 118 QRAcker, 2 Morgen 34 QR Gärten, 87 Morgen, 1 QR Wiesen, 217 Morgen, 45 QR private Hütung und gegen 300 Morgen Forst angegeben. 1829 wurde das Amt Blossin aufgelöst und die Amtsdörfer dem Amt Königs Wusterhausen überwiesen. 1839 gehört das Vorwerk Busch einem Friedrich Ludwig Märker. 1852 war die Buschmeierei im Besitz von Gottlieb Bellach. 1858 war das Vorwerk mit 1135 Morgen (2 Morgen Gehöfte, 5 Morgen Gartenland, 571 Morgen Acker, 106 Morgen Wiese, 225 Morgen Weide und 226 Morgen Wald) ein eigener Gutsbezirk mit vier Wohn- und fünf Wirtschaftsgebäuden.
Im Handbuch des Grundbesitzes von 1879 sind von Löschebrands Erben als Besitzer des Vorwerks aufgeführt. Sie hatten das Gut an einen Oberamtmann Schade verpachtet. 1881 wurde er für weitere sechs Jahre zum Amtsvorsteher des Amtsbezirks XII Görsdorf ernannt. Das Handbuch des Grundbesitzes von 1885 gibt als Besitzer einen Leutnant Seelmann an. In der dritten Auflage des Handbuches von 1896 ist nun ein L. Baus aufgeführt, der das Gut jedoch nicht selbst bewirtschaftete, sondern durch den Administrator C. Seiffert verwalten ließ. 1900 wurde die Größe des Vorwerkes Busch mit 310 ha angegeben, davon 153 ha Ackerland, 38 ha Wiese, 2 ha Weide und 86 ha Forst. 1900 standen allerdings nur noch zwei (Wohn-)Häuser in Busch. Die vierte Auflage des Handbuch von 1903 führt nun den Leutnant Georg Mette als Besitzer an. Busch wird als Rittergut bezeichnet. Die erste Auflage von Niekammers Güter-Adressbuch der Provinz Brandenburg gibt einen Emil Tornan als Besitzer an, ebenso die 5. Auflage des Handbuches von 1910. 1914 verzeichnet Niekammers General-Adressbuch von 1914 einen erneuten Besitzerwechsel; nun gehört das Vorwerk einem Wilhelm Zenker, der das Gut zumindest bis 1929 behielt. Das Güter-Adressbuch gibt die Größe nun mit 277 ha an. Der Grundsteuer-Reinertrag betrug 1796 Reichsmark.
In der Bodenreform von 1946 wurden die 241 ha des Gutes aufgeteilt: 53 ha an 7 Landarbeiter und landlose Bauern, 48 ha an 14 landarme Bauern, 26 ha an 11 Kleinpächter, 97 ha an 15 Umsiedler und 17 ha an den Ausschuss für gegenseitige Bauernhilfe. 1977 stand in Busch eine Milchviehanlage der LPG Selchow.
| Jahr      | 1774 | 1801 | 1858 | 1895 | 1925 |
| Einwohner | 6    | 15   | 48   | 44   | 76   |

### Kommunalpolitische Geschichte
Busch gehörte bis 1816 zum Beeskow-Storkowischen Kreis, der in diesem Jahr aufgelöst wurde. Von 1817 bis 1835 gehörte Busch nun zu Kreis Teltow-Storkow, der in diesem Jahr wieder aufgelöst wurde. Die beiden früheren Herrschaften Beeskow und Storkow wurden wieder in einem Kreis vereinigt (Landkreis Beeskow-Storkow). 1928 wurde der Gutsbezirk Busch aufgelöst und mit der Gemeinde Görsdorf b. Storkow vereinigt. 1931 wurde Busch als Wohnplatz von Görsdorf bezeichnet. In der ersten Kreisreform von 1950 kam Busch dann zum Kreis Fürstenwalde, der in diesem Zuschnitt aber nur bis 1952 Bestand hatte. In der zweiten umfassenden Kreis- und Bezirksreform wurde ein neuer Kreis Beeskow geschaffen, die Gemeinde Görsdorf b. Storkow wurde diesem Kreis zugeteilt. Nach der Wende wurde er 1990 noch in Landkreis Beeskow umbenannt. Er ging 1993 im neuen Landkreis Oder-Spree auf. 1957 und 1973 hatte Busch den Status eines Ortsteils von Görsdorf. Im Zuge der Verwaltungsreform wurde 1992 das Amt Storkow (Mark) gebildet, das u. a. auch die Gemeinde Görsdorf b. Storkow verwaltete. Zum 26. Oktober 2003 wurde Görsdorf b. Storkow in die Stadt Storkow (Mark) eingegliedert und hat seitdem den Status eines Ortsteils. Nach der offiziellen Behördenbezeichnung ist Busch ein bewohnter Gemeindeteil von Görsdorf b. Storkow ohne eigene kommunalpolitische Vertretung.